# آنتونیو آدان
آنتونیو آدان گاریدو (تلفظ در اسپانیایی: [anˈtonjo aˈðan] ؛زادهٔ ۱۳ مهٔ ۱۹۸۷) بازیکن فوتبال اهل اسپانیا است که در پست دروازه‌بان برای باشگاه فوتبال استقلال تهران در لیگ برتر خلیج فارس بازی می‌کند.
او که محصول جوانان رئال مادرید است و عمدتاً به عنوان بازیکن ذخیره در این تیم فعالیت می‌کرد، بیشتر دوران حرفه‌ای خود را در بتیس گذراند. او در مجموع ۱۲۹ بازی در لالیگا برای این دو باشگاه و همچنین اتلتیکو مادرید که در سال ۲۰۱۸ با آن قرارداد امضا کرد، انجام داده است. در خارج از اسپانیا، او برای کالیاری در سری آ بازی کرده است و دو عنوان قهرمانی لیگ برتر پرتغال را با اسپورتینگ لیسبون به‌دست آورده است. آدان در تمامی سطوح ملی جوانان، ۳۹ بازی ملی برای اسپانیا انجام داده است.

## دوران حرفه‌ای باشگاهی

### رئال مادرید
آدان که پرورش‌یافته آکادمی رئال مادرید و متولد مادرید است، در فصل ۲۰۰۶–۲۰۰۵ دروازه‌بان اول تیم رئال مادرید سی بود و در ۳۶ بازی به میدان رفت و ۲۹ گل دریافت کرد. او همچنین سه بار برای تیم جوانان باشگاه به میدان رفت؛ تیمی که در همان فصل قهرمان جام قهرمانی رده جوانان شد و آدان در طول رقابت‌ها کلین‌شیت خود را حفظ کرد.
در فصل بعد، آدان برای تور پیش‌فصل تیم اول رئال مادرید در ایالات متحده در آگوست ۲۰۰۶ انتخاب شد. او در تیم رئال مادرید کاستیا به‌عنوان دروازه‌بان ذخیره‌ی کاپیتان ژوردی کودینا فعالیت می‌کرد تا زمانی که کودینا به تیم اصلی ارتقا یافت.
آدان نخستین بازی خود در سگوندا دیویسیون را در فصل ۲۰۰۷–۲۰۰۶، در تاریخ ۲۷ آگوست ۲۰۰۶ و در تساوی ۱–۱ خارج از خانه مقابل کاستیون انجام داد. او در آن فصل ۶ بار در لیگ به میدان رفت که در پایان، تیم دوم رئال به دسته پایین‌تر سقوط کرد.
پس از انتقال کودینا به ختافه، آدان در فصل ۱۰–۲۰۰۹ برای تمرینات پیش‌فصل به تیم اصلی رئال مادرید اضافه شد. با این حال همچنان بیشتر برای تیم دوم بازی می‌کرد و در تیم اول سومین گزینه پس از ایکر کاسیاس و یژی دودک به شمار می‌رفت.
در ۸ دسامبر ۲۰۱۰، آدان اولین بازی رسمی خود را برای رئال مادرید انجام داد؛ او در دقیقه ۴۴ به جای دودک مصدوم وارد زمین شد تا تیم در پیروزی ۴–۰ خانگی مقابل اوسر در مرحله گروهی لیگ قهرمانان اروپا ادامه دهد. در آن زمان رئال صعود خود را قطعی کرده بود و ژوزه مورینیو چند بازیکن اصلی را استراحت داده بود. ماه بعد، او ۹۰ دقیقه کامل در شکست ۲–۰ برابر لوانته در مرحله یک‌هشتم نهایی کوپا دل ری بازی کرد (مجموعاً ۸–۲ به سود رئال).
آدان اولین بازی خود در لالیگا را در ۱۳ فوریه ۲۰۱۱ انجام داد؛ او در دقیقه دوم بازی مقابل اسپانیول جایگزین کاسیاسِ اخراج‌شده شد و در نهایت تیم با نتیجه ۱–۰ به پیروزی رسید. در بازی بعدی که در سانتیاگو برنابئو برابر لوانته برگزار شد، او کلین‌شیت کرد و رئال ۲–۰ پیروز شد.
در ۲۲ دسامبر ۲۰۱۲، مورینیو تصمیمی بحث‌برانگیز گرفت و ایکر کاسیاس را نیمکت‌نشین کرد تا آدان در شکست ۳–۲ برابر مالاگا به میدان برود. مورینیو پس از بازی از تصمیم خود دفاع کرد و گفت: «این یک تصمیم فنی است. مربی شرایط را تحلیل می‌کند، بازیکنان در دسترس را بررسی می‌کند و تیمش را انتخاب می‌کند. در حال حاضر، برای من و کادرم، آدان بهتر از ایکر است.» آدان در بازی بعدی هم در ترکیب اصلی قرار گرفت، اما در دقایق ابتدایی دیدار خانگی برابر رئال سوسیداد پس از خطا روی حریف و دادن یک پنالتی، اخراج شد؛ مسابقه‌ای که در نهایت ۴–۳ به سود رئال به پایان رسید.

### کالیاری
در ۲ سپتامبر ۲۰۱۳، آدان پس از فسخ قرارداد رئال مادرید را ترک کرد. ۱۹ نوامبر او با کالیاری ایتالیا قرارداد امضا کرد، اولین بازی خود در سری آ را در ۵ ژانویه سال بعد با تساوی ۰–۰ خارج از خانه مقابل ورونا انجام داد.

### رئال بتیس
در ۲۷ ژانویه ۲۰۱۴، آدان ارتباط خود را با ساردنی‌ها قطع کرد و به کشورش و لالیگا بازگشت و به رئال بتیس که در حال نبرد بود پیوست. او در ۴۰ بازی حضور در اولین فصلش در بتیس کامل حضور داشت، به تیمش کمک کرد تا قهرمانی سطح دوم را به‌دست‌آورد و متعاقباً صعود کند.
آدان در اوت ۲۰۱۴ در کنار خورخه مولینا، دیمین پرکیس و ژاوی تورس به عنوان کاپیتان تیم انتخاب شد. او فقط سه مسابقه را از دست داد.

### اتلتیکو مادرید
آدان در ۱۰ ژوئیه ۲۰۱۸، به پایتخت اسپانیا بازگشت و این بازیکن ۳۱ ساله قراردادی دو ساله با اتلتیکو مادرید امضا کرد. او که فقط در بازی‌های جام حذفی به میدان می‌رفت، تنها در ۱۸ مه ۲۰۱۹، در آخرین بازی فصل ۱۹–۲۰۱۸ برای نخستین بار در لالیگا به میدان رفت. در دیدار با لوانته که با تساوی ۲–۲ به پایان رسید، او به‌جای یان اوبلاک مصدوم بازی کرد.

### اسپورتینگ لیسبون
در ۲۰ اوت ۲۰۲۰، آدان با انتقالی رایگان به مدت دو سال با امکان تمدید برای سال سوم به باشگاه پرتغالی اسپورتینگ لیسبون پیوست. او بازیکن کلیدی‌ای بود زیرا آن‌ها پس از ۱۹ سال اولین عنوان قهرمانی خود در لیگ برتر پرتغال را کسب کردند و در ۳۲ بازی ۲۰ کلین شیت ثبت و تنها ۱۹ گل دریافت کردند. در نوامبر ۲۰۲۱، قرارداد او تا سال ۲۰۲۴ تمدید شد.
آدان در پایان فصل ۲۰۲۳–۲۴ یک عنوان قهرمانی دیگر در لیگ برتر پرتغال کسب کرد. او در دو ماه پایانی فصل پس از مصدومیت در تمرینات، از مسابقات دور بود، اما با این حال در ۲۲ بازی در این فصل نقش داشت تا اینکه فرانکو اسرائیل اروگوئه‌ای جایگزین او شد.

### استقلال تهران
آدان در ۱۵ مرداد ۱۴۰۴ با قراردادی یک ساله به باشگاه فوتبال استقلال پیوست. او برای اولین بار پیراهن استقلال را در مقابل تراکتور در سوپرجام به تن کرد و مورد استقبال هواداران استقلال قرار گرفت.

## رده ملی
او در سال ۲۰۰۶ به همراه اسپانیا فاتح جام ملتهای زیر ۱۹ سال اروپا شود او همچنین در تیم‌های زیر ۱۷، زیر ۲۰ و زیر ۲۱ سال اسپانیا بازی کرده است.

## افتخارات

### باشگاهی

#### رئال مادرید
- قهرمانی لا لیگا: ۱۲–۲۰۱۱
- قهرمانی کوپا دل ری: ۲۰۱۰-۱۱ نایب قهرمان: ۲۰۱۲-۱۳
- قهرمانی سوپرجام فوتبال اسپانیا: ۲۰۱۲ نایب قهرمان: ۲۰۱۱

#### بتیس
- قهرمانی لا لیگا ۲: ۲۰۱۴-۱۵[۲۴]

#### اتلتیکو مادرید
- قهرمانی سوپرجام اروپا: ۲۰۱۸[۲۵]

#### اسپورتینگ
- قهرمانی لیگ برتر فوتبال پرتغال: ۲۰۲۰-۲۱[۲۶]، ۲۰۲۳-۲۴[۲۷]
- قهرمانی تاسا دا لیگا:  ۲۰۲۰-۲۱،[۲۸] ۲۰۲۳-۲۴[۲۹]
- قهرمانی سوپر جام فوتبال پرتغال: ۲۰۲۱[۳۰]

### ملی

#### تیم ملی زیر۱۹ سالاسپانیا
- قهرمان جام ملتهای زیر ۱۹ سال اروپا: ۲۰۰۶[۳۱]

### فردی
- جزو تیم منتخب پریمیرا لیگا ۲۱–۲۰۲۰[۳۲]